# Мізоцький кряж
50°22′48″ пн. ш. 26°2′24″ сх. д. / 50.38000° пн. ш. 26.04000° сх. д.
Мі́зоцький кряж — горбиста височина в межиріччі Горині та Ікви, у південній частині Рівненської області, у межах Дубенського і Рівненського районів

## Розташування
Простягається на південній окраїні Волинської височини у вигляді вузької смуги зі сходу на захід, дещо південніше смт Мізоч (звідси й назва кряжу), вздовж річки Свитеньки. Розташований на північ від Кременецьких гір. Довжина кряжу 50 км, ширина — від 6 до 13 км. Площа — приблизно 22,5 тис. га. Найвища вершина Мізоцького кряжу (341 м, за іншими даними — 342,5 м) розташована на північно-східній окраїні села Гірники Дубенського району.

## Опис
Пасмо вище підняте на північному заході й понижується на південний схід. Місцями є урвища, схили піднімаються над навколишньою низиною на 120—150 м. Спостерігається інтенсивний розвиток ярів, особливо у південно-західній частині. Кряж складений вапняками та пісками, серед яких трапляються захоронені ґрунти й уламки скам'янілого дерева. Уламки скам'янілого дерева та вуглеподібні прошарки трапляються в пісках сарматського віку в районі таких сіл: Спасів, Стара та Нова Мощаниця, Дермань Перша, Дермань Друга. Перекриваються неогенові та крейдові відклади лесподібними суглинками, які легко розмиваються атмосферними опадами, що також сприяє утворенню ярів.
Пасмо Мізоцького кряжу поросло переважно дубовими лісами (лісистість сягає 20 %) і вкрито мережею добре розвинених ярів, що надає цій місцевості особливої краси та мальовничості. Через Мізоцький кряж проходить славнозвісна геодезична Дуга Струве.

## Заповідні території
1979 року тут утворено однойменний геологічний заказник — «Мізоцький кряж».

## Гідрографія
З території кряжу беруть свій початок Збитенька, Піщанка, Липка (притока Ікви), Борисівка, Стубелка, Устя (притока Горині) та інші менші річки та струмки. Є чимало великих ставів.